# Cellulose (film)
Pour plus de détails, voir Fiche technique et Distribution.
Cellulose (Celuloza) est un film polonais réalisé par Jerzy Kawalerowicz, sorti en 1954.
C'est la première partie de l'adaptation du livre Souvenir de l'Usine de Cellulose  (Pamiątka z Celulozy) de l'écrivain Igor Newerly. La deuxième partie est le film Sous l'étoile phrygienne.

## Fiche technique
- Titre original : Celuloza
- Titre français : Cellulose
- Réalisation : Jerzy Kawalerowicz
- Scénario : Jerzy Kawalerowicz et Igor Newerly
- Décors : Cecylia Wróblewska
- Costumes : Eugeniusz Bozyk
- Photographie : Seweryn Kruszynski
- Montage : Krystyna Tunis
- Musique : Henryk Czyz
- Pays d'origine : Pologne
- Format : Noir et blanc - 35 mm - 1,37:1 - Mono
- Genre : drame
- Durée : 120 minutes
- Date de sortie :
  - Pologne : 27 avril 1954

## Distribution
- Józef Nowak : Szczesny
- Stanisław Milski : le père de Szczesny
- Zbigniew Skowroński : Korbal
- Teresa Szmigielówna : Zocha
- Halina Przybylska : Weronka
- Stanisław Jasiukiewicz : Bolesław Gąbiński
- Krystyna Feldman : la dévote
- Jerzy Antczak : un ouvrier
- Ludwik Benoit : le transporteur
- Janusz Kłosiński : Strugacz
- Leon Niemczyk : le commandant Stuposz